# Charaxes patergodarti
Charaxes patergodarti är en fjärilsart som beskrevs av Neidhoefer 1972. Charaxes patergodarti ingår i släktet Charaxes och familjen praktfjärilar. Inga underarter finns listade i Catalogue of Life.